# Kraut (Familienname)
Kraut ist der Familienname folgender Personen:
- Albert Jacob Kraut (1747–1788), Mitherausgeber „Kraut und Jacobi, Annalen der Braunschweig-Lüneburgischen Churlande“
- Alois Kraut (* 1957), österreichischer Diplomat
- Antonie Kraut (1905–2002), deutsche Juristin und Wohlfahrtspflegerin
- Artur Kraut (1920–2011), deutscher Beamter, Bremer Bürgerschaftsabgeordneter (CDU)
- Carl Friedrich von Kraut (1703–1767), Oberhofmarschall von Prinz Heinrich von Preußen
- Erich Kraut (1891–1978), deutscher Unternehmer
- François Kraut (1907–1983), ungarisch-französischer Geologe und Mineraloge
- Georg Kraut (1877–1955), deutscher Bürgermeister
- Gertrud Kraut (Keramikerin) (1883–1980), deutsche Keramikerin und Unternehmerin
- Gertrud Kraut (Mathematikerin), deutsche Mathematikerin und Hochschullehrerin
- Hans Kraut (~1532–1592), deutscher Kunsthafner
- Heinrich von Kraut (1857–1935), deutscher Jurist und Politiker (Deutschkonservative Partei, DNVP)
- Heinrich Kraut (Ernährungswissenschaftler) (1893–1992), deutscher Chemiker und Ernährungsforscher
- Heinz Kraut († 1536), Täufer in Thüringen
- Johann Andreas Kraut (1661–1723), deutscher Unternehmer, Bankier und Handels- und Gewerbeminister in Preußen
- Johannes Stünzi-Kraut (1813–1888), Schweizer Maler, Seidenfabrikant und Unternehmensgründer
- Johannes Lorenz Kraut (1837–1904), deutscher Unternehmer, württembergischer Landtagsabgeordneter
- Julius Kraut (1859–1939), deutscher Porträtmaler der Düsseldorfer und Münchner Schule
- Karl Kraut (Chemiker) (Karl Johann Kraut; 1829–1912), deutscher Chemiker
- Karl Kraut (Politiker) (1889–1968), deutscher Verwaltungsbeamter und Politiker (BCSV, CDU), MdL Baden
- Laura Kraut (* 1965), US-amerikanische Springreiterin
- Luise Charlotte Henriette von Kraut (1762–1819), Erbin des Landes Löwenberg
- Moritz Kraut (1905–1941), deutscher Politiker (NSDAP)
- Natascha Maria Kraut, Geburtsname von Natascha Meuser (* 1967), deutsche Architektin, Verlegerin und Hochschullehrerin
- Nicole Hoffmeister-Kraut (* 1972), deutsche Politikerin (CDU), MdL
- Norbert Kraut (* 1965), deutscher Wissenschaftler, Hochschullehrer und Autor
- Richard Kraut (* 1944), US-amerikanischer Philosoph und Philosophiehistoriker
- Stefan Kraut (* 1960), deutscher Archivar und Historiker
- Wilhelm Kraut (Vater) (1875–1957), deutscher Waagenfabrikant
- Wilhelm Kraut (Sohn) (1906–1992), deutscher Waagenfabrikant
- Wilhelm Theodor Kraut (1800–1873), deutscher Rechtswissenschaftler und Hochschullehrer